# Spettrometria di massa a plasma a corrente continua
La spettrometria di massa a plasma a corrente continua, solitamentente indicata con la sigla DCP-MS, dall'inglese direct current plasma-mass spectrometry, è un tipo di spettrometria di massa basata sull'uso, come sorgente di ionizzazione, del plasma a corrente continua. Il plasma, la cui temperatura nella zona di atomizzazione e ionizzazione del campione può arrivare a 5000 K, atomizza e ionizza gli analiti che poi vengono inviati all'analizzatore e al rivelatore.